# Szinkronúszás a 2011-es úszó-világbajnokságon
A 2011-es úszó-világbajnokságon a szinkronúszást július 17. és július 23. között rendezték meg.

## Versenyprogram
| Dátum            | Dátum | Versenyszám                      |
| ---------------- | ----- | -------------------------------- |
| 2011. július 17. | 09:00 | Egyéni rövid program selejtezők  |
| 2011. július 17. | 14:00 | Páros rövid program selejtezők   |
| 2011. július 17. | 17:15 | Egyéni rövid program döntő       |
| 2011. július 18. | 09:00 | Csapat rövid program selejtezők  |
| 2011. július 18. | 19:00 | Páros rövid program döntő        |
| 2011. július 19. | 09:00 | Kombinációs kűr selejtezők       |
| 2011. július 19. | 14:00 | Páros szabad program selejtezők  |
| 2011. július 19. | 19:00 | Csapat rövid program döntő       |
| 2011. július 20. | 09:00 | Egyéni szabad program selejtezők |
| 2011. július 20. | 14:00 | Csapat szabad program selejtezők |
| 2011. július 20. | 19:00 | Egyéni szabad program döntő      |
| 2011. július 21. | 19:00 | Kombinációs kűr döntő            |
| 2011. július 22. | 19:00 | Páros szabad program döntő       |
| 2011. július 23. | 19:00 | Csapat szabad program döntő      |

| ● | Versenyszámok | ● | Döntők |

| Július        | 16 | 17 | 18 | 19 | 20 | 21 | 22 | 23 | 24 | 25 | 26 | 27 | 28 | 29 | 30 | 31 | Ö |
| ------------- | -- | -- | -- | -- | -- | -- | -- | -- | -- | -- | -- | -- | -- | -- | -- | -- | - |
| Szinkronúszás |    | 1  | 1  | 1  | 1  | 1  | 1  | 1  |    |    |    |    |    |    |    |    | 7 |

## Éremtáblázat
Rendező ország 
|       | Nemzet        | Arany | Ezüst | Bronz | Összesen |
| 1     | Oroszország   | 7     | 0     | 0     | 7        |
| 2     | Kína          | 0     | 6     | 1     | 7        |
| 3     | Spanyolország | 0     | 1     | 5     | 6        |
| 4     | Kanada        | 0     | 0     | 1     | 1        |
| Total | Total         | 7     | 7     | 7     | 21       |

## Versenyszámok
| Versenyszám                                    | Arany | Arany  | Ezüst | Ezüst  | Bronz | Bronz  |
| ---------------------------------------------- | --- | ------ | --- | ------ | --- | ------ |
| egyéni rövid program Döntő: július 17., 19:00  | Natalja Iscsenko · Oroszország | 98,300 | Huang Xuechen · Kína | 96,500 | Andrea Fuentes · Spanyolország | 95,300 |
| páros rövid program Döntő: július 18., 19:00   | Oroszország · Natalja Iscsenko · Szvetlana Romasina | 98,200 | Kína · Huang Xuechen · Liu Ou                                                                                             | 96,500 | Spanyolország · Ona Carbonell · Andrea Fuentes | 95,400 |
| csapat rövid program Döntő: július 19., 19:00  | Oroszország · Anasztaszija Davidova · Marija Gromova · Elvira Haszjanova · Szvetlana Kolesznyicsenko · Darja Korobova · Alekszandra Packevics · Alla Siskina · Anzselika Tyimanyina                                         | 98,300 | Kína · Chang Si · Huang Xuechen · Jiang Tingting · Jiang Wenwen · Liu Ou · Luo Xi · Sun Wenyan · Wu Yiwen                 | 96,800 | Spanyolország · Clara Basiana · Alba María Cabello · Ona Carbonell · Marga Crespi · Andrea Fuentes · Thaïs Henríquez · Paula Klamburg · Cristina Salvador                                         | 96,000 |
| egyéni szabad program Döntő: július 20., 19:00 | Natalja Iscsenko · Oroszország | 98,550 | Andrea Fuentes · Spanyolország                                                                                            | 96,520 | Sun Wenyan · Kína | 95,840 |
| páros szabad program Döntő: július 22., 19:00  | Oroszország · Natalja Iscsenko · Szvetlana Romasina | 98,410 | Kína · Jiang Tingting · Jiang Wenwen                                                                                      | 96,810 | Spanyolország · Ona Carbonell · Andrea Fuentes | 96,500 |
| csapat szabad program Döntő: július 23., 19:00 | Oroszország · Anasztaszija Davidova · Natalja Iscsenko · Elvira Haszjanova · Szvetlana Kolesznyicsenko · Darja Korobova · Alekszandra Packevics · Alla Siskina · Anzselika Tyimanyina                                       | 98,620 | Kína · Chang Si · Huang Xuechen · Jiang Tingting · Jiang Wenwen · Liu Ou · Luo Xi · Sun Wenyan · Wu Yiwen                 | 96,580 | Spanyolország · Clara Basiana · Alba María Cabello · Ona Carbonell · Marga Crespi · Andrea Fuentes · Thaïs Henríquez · Paula Klamburg · Irene Montrucchio                                         | 96,150 |
| kombinációs kűr Döntő: július 21., 19:00       | Oroszország · Anasztaszija Davidova · Marija Gromova · Natalja Iscsenko · Elvira Haszjanova · Szvetlana Kolesznyicsenko · Darja Korobova · Alekszandra Packevics · Szvetlana Romasina · Alla Siskina · Anzselika Tyimanyina | 98,470 | Kína · Chang Si · Chen Xiaojun · Fan Jiachen · Guo Li · Huang Xuechen · Liu Ou · Luo Xi · Sun Wenyan · Wu Yiwen · Yu Lele | 96,390 | Kanada · Genevieve Belanger · Marie-Pier Boudreau Gagnon · Stephanie Durocher · Jo-Annie Fortin · Chloe Isaac · Stephanie Leclair · Tracy Little · Elise Marcotte · Karine Thomas · Valerie Welsh | 96,150 |

## Kapcsolódó szócikk
Szinkronúszó világbajnokok listája